# Anarcotiranía
Anarcotiranía es un concepto político en el que un gobierno, en lugar de proteger el orden y garantizar la justicia, permite un caos generalizado (anarquía) en la sociedad mientras al mismo tiempo ejerce un control represivo (tiranía) sobre los ciudadanos obedientes y honestos. Fue desarrollado por el escritor conservador Samuel T. Francis, quien lo utilizó para criticar a gobiernos que, según él, descuidan sus deberes fundamentales, como mantener la seguridad pública, pero imponen medidas autoritarias para restringir libertades individuales en aspectos menos relevantes.

## Características
Tal y como lo sugirió Francis en 1992, la anarcotiranía es una síntesis hegeliana de dos opuestos: anarquía y tiranía. El término ilustra una disfunción del poder, donde las autoridades no logran o no desean controlar las actividades ilegales o violentas, pero en cambio reprimen a los ciudadanos que cumplen la ley, creando una paradoja entre caos y autoritarismo. Se utiliza principalmente en debates sobre gobernanza y derechos civiles.

## Historia
Lew Rockwell resumió el concepto en 2003 como «la existencia simultánea de una dictadura armada en la ausencia total de ley y estado». Con propósito de la invasión de Irak en 2003, Rockwell dijo que tal estado subrayó «el punto focal principal del gobierno de cada régimen: mantener y estrechar su monopolio sobre los poderes coercitivos del estado, al tiempo que desplaza y elimina a posibles competidores para esa posición».
Francis argumentó:

«La anarcotiranía es enteramente deliberada, una transformación calculada de la función del estado: de uno comprometido a proteger a los ciudadanos respetuosos de la ley a un estado que trata al ciudadano respetuoso de la ley como, en el mejor de los casos, una patología social y en el peor de los casos, un enemigo»
Samuel Francis, PhD.

Cuando Samuel Francis falleció en 2005, una foto suya apareció en la portada del número de abril de Chronicles: A Magazine of American Culture  llamado «Anarcho-Tyranny: The Perpetual Revolution», en el que además publicaron uno de sus artículos. 
La revista ha revisado el tema varias veces por los escritores Srđa Trifković (2005), Thomas Fleming (2005 y 2014), Eugene Girin (2014), y John Seiler (2014). El término ha sido utilizado por varios otros escritores en los últimos años.